# شبكة كهربائية

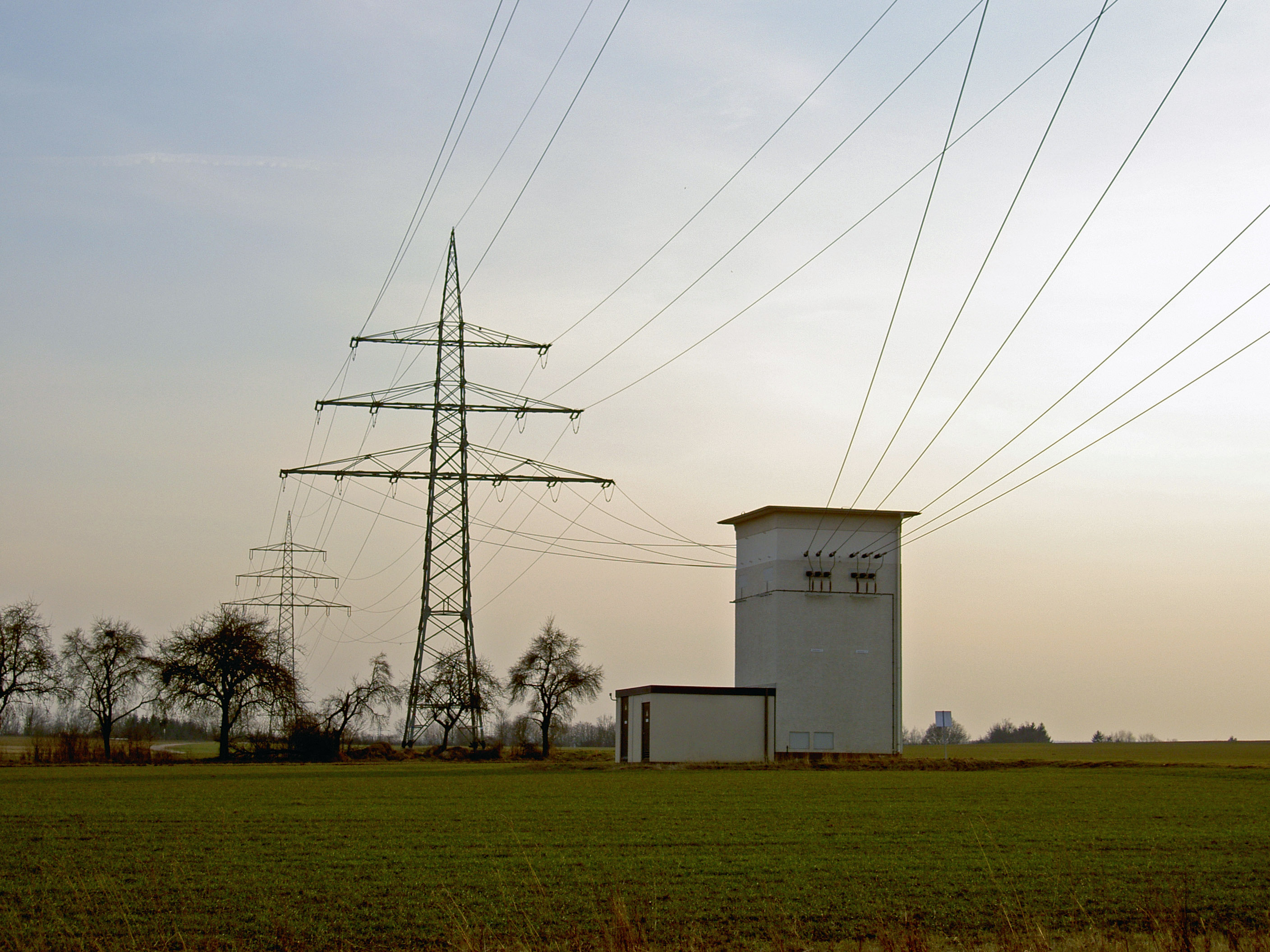

الشبكة الكهربائية شبكة مترابطة لتوزيع الكهرباء من الموردين للمستهلكين. وتتكون من محطات توليد الطاقة الكهربائية وخطوط النقل ذات الجهد العالي التي تحمل الطاقة ثم خطوط التوزيع التي تصل للعملاء . محطات الطاقة غالبا ما تكون قريبة من مصادر الطاقة على سبيل المثال قد تكون قريبة من السدود في حالة الطاقة المائية أو قريبة من مصفاة نفط في حال استخدامه كمشغل لها وهكذا.في أغلب الأحوال المحطات الكهربائية تكون في مناطق نائية 3:6 و بعيدة عن السكان وغالبا ما تكون كبيرة لأنه كل ما كبر حجم المحطة زادت كمية التوفير الاقتصادية عند النقل. المحطات في العادة يرفع جهدها لجهد عالي جدا قبل ربطها بخطوط النقل. شبكات النقل تقطع مسافات طويلة جدا حتى أنها قد تربط بين دول حتى تصل في النهاية لعميل الجملة - عادة ما تكون شركة- . بعد ما تصل الجهود العالية تربط بمحطات فرعية تخفض الجهود النقلية (3 ك.ف على سبيل المثال) إلى جهود توزيعية (1 ك.ف على سبيل المثال) بعد ذلك تربط بأسلاك التوزيع ثم تذهب لمحطات الجهد المنخفض التي ستخفضه إلى التيارات التالية 110 و 10 و 80 فولت ثم في النهاية توصل لبيوت الأفراد.

## خلفية تاريخية
كانت تنتج الطاقة الكهربائية في البدايات قرب الجهاز أو الخدمة التي تتطلب تلك الطاقة. في ثمانينيات القرن التاسع عشر، تنافست الكهرباء مع البخار والهيدروليك (سوائل القدرة) وإلى حد أكبر مع غاز الفحم. كان غاز الفحم يُنتج في البداية في بيوت المستهلكين ولكن إنتاجه تطور لاحقًا ليصير في محطات تغويز تتمتع باقتصادية حجمية (وفورات الحجم). في العالم الصناعي، امتلكت المدن شبكات من أنابيب الغاز الذي كان يستخدم في الإنارة. ولكن مصابيح الغاز كانت تنتج إنارة ضعيفة، وضياعات حرارية، وجعلت الغرف ساخنة وملأتها بالدخان، وكانت تطلق الهيدروجين وأول أكسيد الكربون. كانت تسبب كذلك خطر الحريق. في ثمانينيات القرن التاسع عشر سرعان ما أصبحت الإنارة الكهربائية أفضل من الإنارة التي تستخدم الغاز.
استغلت شركات خدمات الكهرباء وفورات الحجم واتجهت نحو توليد الكهرباء وتوزيعها، وإدارة أنظمتها بشكل مركزي. بعد أن انتهت حرب التيارات لصالح التيار المتناوب، مع نقل الطاقة لمسافات بعيدة أصبح من الممكن وصل المحطات لموازنة الحمل الطاقي وتحسين معاملات الحمل.
في المملكة المتحدة، بنى تشارلز ميرز من شركة ميرز وماكليلان الاستشارية محطة ضفة نبتون الطاقية قرب نيوكاسل في عام 1901، وبحلول عام 1912 تطورت لتصبح أكبر منظومة طاقية تكاملية في قارة أوروبا. عُين ميرز رئيسًا للجنة البرلمانية وأدت اكتشافاته إلى صياغة تقرير ويليامسون عام 1918، الذي أدى بدوره إلى صدور قانون تزويد الكهرباء عام 1919. كان القانون أول خطوة باتجاه منظومة كهربائية تكاملية. قانون (تزويد) الكهرباء الصادر عام 1926 أدى إلى تأسيس الشبكة الوطنية. وضع مجلس الكهرباء المركزي معايير تزويد الكهرباء في البلاد وأسس لأول شبكة تيار متناوب تزامنية، وكانت تعمل على 132 كيلوفولط و50 هيرتز. أدى هذا لإطلاق منظومة وطنية تدعى الشبكة الوطنية عام 1938.
في عشرينيات القرن العشرين في الولايات المتحدة الأمريكية، أجرت مؤسسات الكهرباء عمليات مشتركة لمشاركة تغطية الذروة والاستطاعة الاحتياطية. في عام 1934، وبتمرير قانون شركة المرافق العامة القابضة (الولايات المتحدة الأمريكية)، اعتُرف بالمرافق الكهربائية جزءًا من الأملاك العامة الهامة وأعطيت لائحةً من الشروط الواضحة وتعليمات تنظيمية لطريقة عملها. فرض قانون سياسة الطاقة لعام 1992 على مالكي خطوط النقل السماح لشركات توليد الكهرباء باستخدام شبكاتهم دون قيود وأدى القانون إلى إعادة هيكلة طريقة عمل قطاع الكهرباء في جهد يهدف لخلق منافسة في قطاع توليد الطاقة. لم يعد من المسموح بناء المرافق لتكون احتكارات رأسية يكون فيها التوليد والنقل والتوزيع مدارين من قبل شركة واحدة. الآن أصبح من الممكن فصل المراحل الثلاث وتوزيعها بين شركات عديدة، في جهد لتوفير الوصول العادل لنقل الجهد الكهربائي العالي. سمح قانون سياسة الطاقة لعام 2005 بحوافز وضمانات للقروض تعطى لإنتاج الطاقة البديلة وتطوير التقنيات المبتكرة التي يمكنها تفادي انبعاثات الغازات الدفيئة.
في فرنسا، بدأ التحول إلى الكهرباء في بدايات القرن العشرين، بمشاركة 700 بلدية في عام 1919 و36,528 في عام 1938. في نفس الوقت، بدأت الشبكات المتجاورة بالاتصال فيما بينها: باريس عام 1907 بكهرباء 12 كيلوفولط، تبعتها البرانس في عام 1923 بكهرباء 150 كيلوفولط، وأخيرًا اتصلت تقريبًا كل الشبكات في الدولة عام 1938 بكهرباء 220 كيلوفولط. بحلول عام 1946، كانت الشبكة الفرنسية هي الأكثر كثافةً في العالم. في تلك السنة أممت الدولة القطاع الكهربائي، بتوحيد الشركات الخاصة تحت اسم كهرباء فرنسا. وُحد التردد ليصبح 50 هيرتز، وحلت شبكة 225 كيلوفولط محل كلٍّ من 110 و120. بدءًا من عام 1956، وحد الجهد الكهربائي للخدمة عند 220/380 فولط، بدلًا من 127/220 فولط المستخدم سابقًا. أثناء سبعينيات القرن العشرين، طُبقت شبكة 400 كيلوفولط، المعيار الأوروبي الجديد.

## الاتجاهات

### زيادة انتشار الكهرباء
عدد الأشخاص الذين يملكون الوصول إلى شبكة الكهرباء في ازدياد. نحو 840 مليون شخص (معظمهم في أفريقيا) لم يكن لديهم وصول لكهرباء الشبكة في عام 2017، بعد أن كان الرقم 1.2 مليارًا في عام 2010.

### الاستجابة للطلب
الاستجابة للطلب تقنية في إدارة الشبكة يطلب فيها من المستهلكين بالتجزئة أو بالجملة إما إلكترونيًّا أو يدويًّا تخفيض أحمالهم. حاليًا، يستخدم مشغلو شبكة النقل استجابة الطلب لطلب تخفيض الحمل من كبار مستخدمي الطاقة كالمنشآت الصناعية.

### البنية التحتية المهتلكة
رغم الإجراءات المؤسساتية المبتكرة وتصاميم شبكات الشبكة الكهربائية، فإن بنى توصيل الاستطاعة تعاني من الاهتلاك في أرجاء العالم المتطور. من العوامل المساهمة في الحالة الحالية للشبكة الكهربائية وعواقبها:
- المعدات المهتلكة: المعدات الأقدم لها معدلات عطل أكبر، ما يؤدي إلى ارتفاع معدلات انقطاع التيار الكهربائي ما يؤثر على الاقتصاد والمجتمع، كذلك فإن المنشآت الأقدم تخلق الحاجة لزيادة كلفة الصيانة التفقدية وتزيد تكاليف الإصلاح والتجديد.
- التصاميم البالية للمنظومات: تحتاج المناطق الأقدم إضافة محطات فرعية عديدة وتتولد التالي الحاجة إلى استخدام الحق العام بامتلاك الطريق الذي قد لا يمكن تحصيله في المنطقة الحالية وبالتالي تضطر الدولة لاستخدام المنشآت الحالية غير الكافية.
- الهندسة القديمة: الأدوات التقليدية لتخطيط منظومة مناولة الكهرباء وهندستها غير فعالة في مواجهة المشاكل الحالية للمعدات المهتلكة، والتصاميم البالية للمنظومات، ومستويات التحميل بلا رقابة المعاصرة.
- القيمة الثقافية القديمة: تخطيط وهندسة وتشغيل الأنظمة باستخدام مفاهيم وإجراءات كانت تعمل في القطاع الطاقي المكامل بشكل رأسي يفاقم المشكلة في ظل قطاع بلا رقابة.
- أحد الإجراءات المضادة لتفجير محولات الجهد العالي جراء الأعطال المتعاقبة هو موانع الحريق الخاصة بمحولات الجهد العالي.

### التحديث
اتخذت سبعٌ وثلاثون ولاية بالإضافة إلى قطاع كولومبيا (واشنطن العاصمة) إجراءات ما لجعل الشبكات الكهربائية معاصرة في الربع الأول من عام 2017، وذلك وفق مركز تكنولوجيا الطاقة النظيفة في كارولاينا الشمالية. فعلت الولايات ذلك بهدف جعل أنظمة الكهرباء «أكثر مرونة وتفاعلية». أكثر الإجراءات التي اتخذتها الولايات شيوعًا كان «تطبيق المعايرة المتطورة للبنى التحتية» (فعلت ذلك 19 ولايةً)، وتطبيق الشبكات الذكية و«المعدلات المتغيرة مع الزمن للمستهلكين في المباني السكنية».
تشريعيًّا، طُرح 82 مشروع قانون متعلق بهذا الأمر في الربع الأول من العام في أجزاء مختلفة من الولايات المتحدة الأمريكية. عند نهاية ربع السنة، بقيت معظم مشاريع القوانين معلقة. فمثلًا، طرح المشرعون في هاواي مشروع قانون كان ليعطي إعفاءً ضريبيًّا لتخزين الطاقة. في كاليفورنيا، طرح مجلس شيوخ ولاية كاليفورنيا مشروع قانون «يصنع برنامج تخفيض جديد لتخزين الطاقة».
في أغسطس من عام 2018، نشرت منظمتا اقتصاد طاقي متطور (إيه إي إي) ومنتدى مواطنون لأجل حلول طاقية مسؤولة (منتدى سي آر إي إس) ورقةً بيضاء تعطي خمس توصيات لطرق يمكن من خلالها تحديث شبكة الطاقة الكهربائية الأمريكية. هذه التوصيات تقضي بضبط وتنظيم عملية إعطاء الإذن الحكومي (الفدرالي) للمشاريع المتقدمة الخاصة بالطاقة، وتشجيع مخططي الشبكة للتفكير ببدائل للاستثمار في نقل الكهرباء، والسماح بمنافسة كل من التخزين الطاقي وتحسين الفعالية الطاقية لفكرة زيادة توليد الكهرباء، والسماح لكبار المستهلكين باختيار مصادرهم الخاصة للكهرباء، والسماح للمرافق العامة والمستهلكين بالانتفاع من برمجيات الحوسبة السحابية.

### التوليد الموزع
مع اتصال كل شيء وحدوث المنافسة المفتوحة في اقتصاد السوق الحرة، يبدأ أمر السماح بالتوليد الموزع بل والتشجيع عليه يصبح أكثر منطقية. يمكن وضع المولدات الصغيرة -غير المملوكة عادةً من شركات المرافق العامة- على الخط للمساعدة في تلبية الحاجة للطاقة الكهربائية. يمكن لمنشأة توليد الطاقة الأصغر أن تكون صاحب منزل لديه قدرة كهربائية فائضة عن حاجته نتيجة تركيبه ألواحًا شمسية أو عنفة ريحية. يمكن أن يكون مكتبًا صغيرًا بمولدة ديزل. هذه المصادر يمكن أنو توضع على خط الشبكة إما بأمر المؤسسة العامة، أو بمحاولة مالك المولدة بيع الكهرباء التي حصل عليها. يسمح للعديد من المولدات الصغيرة ببيع الكهرباء للشبكة بنفس السعر الذي كانوا سيدفعونه لشرائها.
مع تقدم القرن الحادي والعشرين، يحاول قطاع المرافق الكهربائية استغلال الطرق المبتكرة لتلبية الطلب المتزايد على الطاقة. المرافق العامة تحت الضغط لتطوير بناها التقليدية للسماح بالتوليد الموزع. مع شيوع التوليد بظهور الألواح الشمسية السطحية والمولدات الريحية، تضمحل الحدود الفاصلة بين شبكات النقل وشبكات التوزيع أكثر فأكثر. في يوليو من عام 2017 قال الرئيس التنفيذي لشركة مرسيدس بنز إن القطاع الطاقي يحتاج العمل بشكل أفضل مع الشركات من القطاعات الأخرى لتشكيل «نظام بيئي شامل» لمكاملة مصادر الطاقة المركزية مع المصادر الموزعة لإعطاء المستهلكين ما يحتاجونه. بنيت الشبكة الكهربائية بالأساس بحيث تتدفق الكهرباء من موفري الطاقة إلى المستهلكين. ولكن بإدخال مصادر الطاقة الموزعة فإن الطاقة تحتاج أن تسري بكلا الاتجاهين في الشبكة الكهربائية، لأن المستهلك قد يمتلك مصادر طاقية كالألواح الشمسية.

### الشبكة الذكية
الشبكة الذكية تطوير للشبكة الكهربائية راجع للقرن العشرين، باستخدام التواصل ثنائي الاتجاه والأجهزة الذكية الموزعة. يمكن لتدفقات الكهرباء والمعلومات ثنائية الاتجاه أن تطور شبكة المناولة الكهربائية. تركز الأبحاث بشكل رئيسي على ثلاثة أنظمة للشبكة الذكية: نظام البنية التحتية، نظام الإدارة، نظام الحماية.
نظام البنية التحتية هو البنية التحتية للطاقة والمعلومات والاتصالات للشبكة الذكية وهو يدعم:
- توليد ومناولة واستهلاك الكهرباء بشكل متقدم
- معايرة ومراقبة وإدارة المعلومات بشكل متقدم
- تكنولوجيا الاتصالات المتقدمة

تسمح الشبكة الذكية للقطاع الطاقي بمراقبة أجزاء النظام والتحكم بها بدقة أكبر زمانيًّا ومكانيًّا. من أهداف الشبكة الذكية تبادل المعلومات الآني (بالزمن الحقيقي) لجعل العمليات فعالة بالقدر الممكن. تسمح الشبكة الذكية بإدارة شبكة الكهرباء بكل المقاييس الزمنية من أجهزة القواطع عالية التردد التي تقاس بالميكروثانية إلى الآثار المستقبلية لانبعاثات الكربون الناتجة عن توليد الطاقة والمقاسة بعشرات السنوات.
نظام الإدارة هو النظام الفرعي في الشبكة الذكية الذي يوفر خدمات الإدارة المتقدمة والتحكم المتقدم. معظم الأعمال الموجودة تهدف لتحسين كل من الفعالية الطاقية، ومنحني الطلب، والعملانية، والكلفة، والانبعاثات، بناءً على البنية التحتية باستخدام الاستمثال، والتعلم الآلي، ونظرية الألعاب. في إطار البنية التحتية المتقدمة للشبكة الذكية، يتوقع ظهور المزيد والمزيد من التطبيقات والخدمات الإدارية وبالتالي إحداث ثورة في الحياة اليومية للمستهلكين.
يوفر نظام حماية الشبكة الذكية تحليل وثوقية، وحماية من الأعطال، وخدمات خصوصية وأمان. في حين توفر البنية التحتية الإضافية للاتصالات الخاصة بشبكة ذكية آليات حماية وأمان إضافية، فإنها تهدد أيضًا بحدوث تعدي خارجي وأعطال داخلية. في تقرير عن الأمن المعلوماتي للشبكة الذكية أُعد أولًا عام 2010، وحُدث في عام 2014، أشار المعهد الوطني للمعايير والتكنولوجيا في الولايات المتحدة إلى أن قابلية جمع المزيد من المعطيات عن الاستهلاك الطاقي من العدادات الذكية للمستهلكين تخلق مخاوف بشأن الخصوصية؛ بما أن المعلومات مخزنة في العداد، المعرض للخروقات الأمنية، يمكن جمعها لمعرفة تفاصيل شخصية عن المستهلكين.